# Modernisme a Camprodon
La Vall de Camprodon acull una bona mostra de monuments i edificacions remarcables. A destacar especialment els de caràcter romànic i popular, o els militars (muralles del castell de St. Nicolau i búnquers). L'activitat lligada al turisme de principis del segle xx va comportar la introducció del Modernisme a la vila de Camprodon.
Molts d'aquests edificis estan catalogats en l'Inventari del Patrimoni Arquitectònic Català
| Nom                                  | Localització          | Arquitecte                   | Descripció | Fotografia  |
| ------------------------------------ | --------------------- | ---------------------------- | --- | ----------- |
| Can Blanch                           | c/ València, 46       | desconegut                   | Inventari del Patrimoni Arquitectònic Català: IPA-3858. L'edifici fa cantonada i dona també per darrera al riu Ritort. D'estil Eclèctic, anterior doncs al Modernisme, Amb el pas dels anys ha perdut alguns dels seus elements característics com per exemple la porta d'accés amb elements modernistes i art-decó. Conserva però un original balcó de fusta coronat amb rajoles ceràmiques pintades, obra de Joaquim Claret i Vallès, que representa el miracle de Sant Patllari. Actualment desapareguda, l'edifici tenia una porta d'accés amb elements modernistes i d'art-decó. | Més imatges |
| Can Brandia                          | c/ Ferrer Barberà, 26 | desconegut                   | Inventari del Patrimoni Arquitectònic Català: IPA-40530. Casa de principi del segle XX reformada durant els anys 1914-15. Edifici de planta baixa i tres pisos actualment en procés de restauració i del que només es conserven la façana i les parets. El primer pis mostrava un balcó tribuna central coberta en part pel teulat i en part per un balcó amb barana de pedra que suportava al balcó del segon pis. La pedra de volta de la finestra dels segon pis mostra les inicials "J.B." superposades. El tercer pis presenta una galeria amb un gran finestral central i dues finestres adjacents. Sobre la finestra del tercer pis hi ha un frontó neobarroc amb un escut i esgrafiats. En el seu jardí interior hi ha una font protegida per una petita cova i dos bancs laterals de pedra que conformen un recollit espai. Al davant hi ha una taula circular feta com quasi totes les de l'època, amb una gran roda de molí sobre un cilindre de pedra. A la vora de la font hi ha un tei (til·ler) monumental amb una capçada immensa com no hi ha cap altre a Camprodon. | Més imatges |
| Can Cabot                            | c/ Freixenet, 15      | Enric Sagnier i Villavecchia | Construïda entre 1900 i 1905, casa unifamiliar de planta, pis i golfes. Façana blanca i sense balcons. El teulat té un pendent força pronunciat amb voladissos suportats per bigues de fusta. |             |
| Can Jombi                            | c/ Catalunya, 5       | desconegut                   | Inventari del Patrimoni Arquitectònic Català: IPA-3860 | Més imatges |
| Can Rigordosa                        | Pl. de la Vila, 3     | Juli Maria Fossas i Martínez | A la dreta de la Casa de la Vila; també coneguda com Can Cessa, fou propietat de Cèsar August Torras, cofundador del Centre Excursionista de Catalunya i autor d'unes guies mítiques pels excursionistes. Edifici d'estil modernista tardà construït al voltant de 1914. Consta de planta i dos pisos. A destacar els diferents tipus d'obertures, arca a la planta baixa, finestres quadrades en el primer pis i arcs romànmics en forma de galeria en el segon pis. Les finestres del primer pis estan protegides per un petit voladís. Destaca també el balcó de fusta del primer pis. |             |
| Can Roig                             | c/ Freixenet, 21      | Simó Cordomí i Carrera       | Inventari del Patrimoni Arquitectònic Català: IPA-3851 | Més imatges |
| Can Surís (Casa de les Monges)       | c/ València, 44       | Josep Renom i Costa          | Inventari del Patrimoni Arquitectònic Català: IPA-3864 Edifici de pedra a tres façanes, soterrani i una planta construït a principi del segle xx. El 2010 es va modificar la façana i aixecar un pis més tot respectant força l'aspecte original. Una senefa ceràmica verda fa el perímetre de la façana. On avui hi ha la porta de la farmàcia, abans hi havia un gran finestral d'arc (el de l'actual porta) però amb quatre columnes que determinaven 5 finestres. Destaca també el treball en ferro del balcó del primer pis. La façana posterior que dona al riu Ritort mostra una gran terrassa a la planta baixa i una part central lleugerament arrodonida dividint dos laterals simètrics. El soterrani mostra tres finestrals protegits per unes boniques reixes de ferro forjat. | Més imatges |
| Can Vila (Antic edifici de Telèfons) | c/ València, 28       | Antoni Coll i Fort           | Construït a principis del segle xx, aquest edifici modernista de soterrani, planta baixa i tres pisos era la seu de la Telefónica. El primer pis mostra una impressionant tribuna galeria al xamfrà coronat pel balcó del segon pis que contrasta amb la relativa sobrietat de la resta de l'edifici. A ressaltar també el treball en ferro forjat de balcons i finestres. |             |
| Hotel Rigat                          | Pl. Doctor Robert, 2  | Juli Maria Fossas i Martínez | Inventari del Patrimoni Arquitectònic Català: IPA-3850 Construït l'any 1914, l'antic hotel Rigat és avui l'hotel Camprodon. Edifici modernista tardà de façana vermella consta de planta i tres pisos. Destaca el cos central que trenca les vessants del teulat, amb unb voladís suportat per bigues de fusta. A destacar també la seva decoració interior i el jardí a l'altre costat del riu Ter, al que es pot accedir per un petit pont privat. La façana posterior mira al sud-oest i mostra els balcons terrassa de les habitacions. | Més imatges |
| Pastissera Antiga Casa Sala          | c/ València, 13       |                              | Avui en dia tancada, mostrava uns impressionants taulell, aparador i miralls modernistes fets per Permenyer |             |
| Pastisseria Can Travessa             | c/ València, 67       | desconegut                   | |             |
|                                      |                       |                              | |             |